# Roland Lorent
Roland Cornelius Lorent (* 12. März 1920 in Köln-Lindenthal; † 10. November 1944 in Köln-Ehrenfeld) war ein deutscher Widerstandskämpfer gegen den Nationalsozialismus.

## Leben

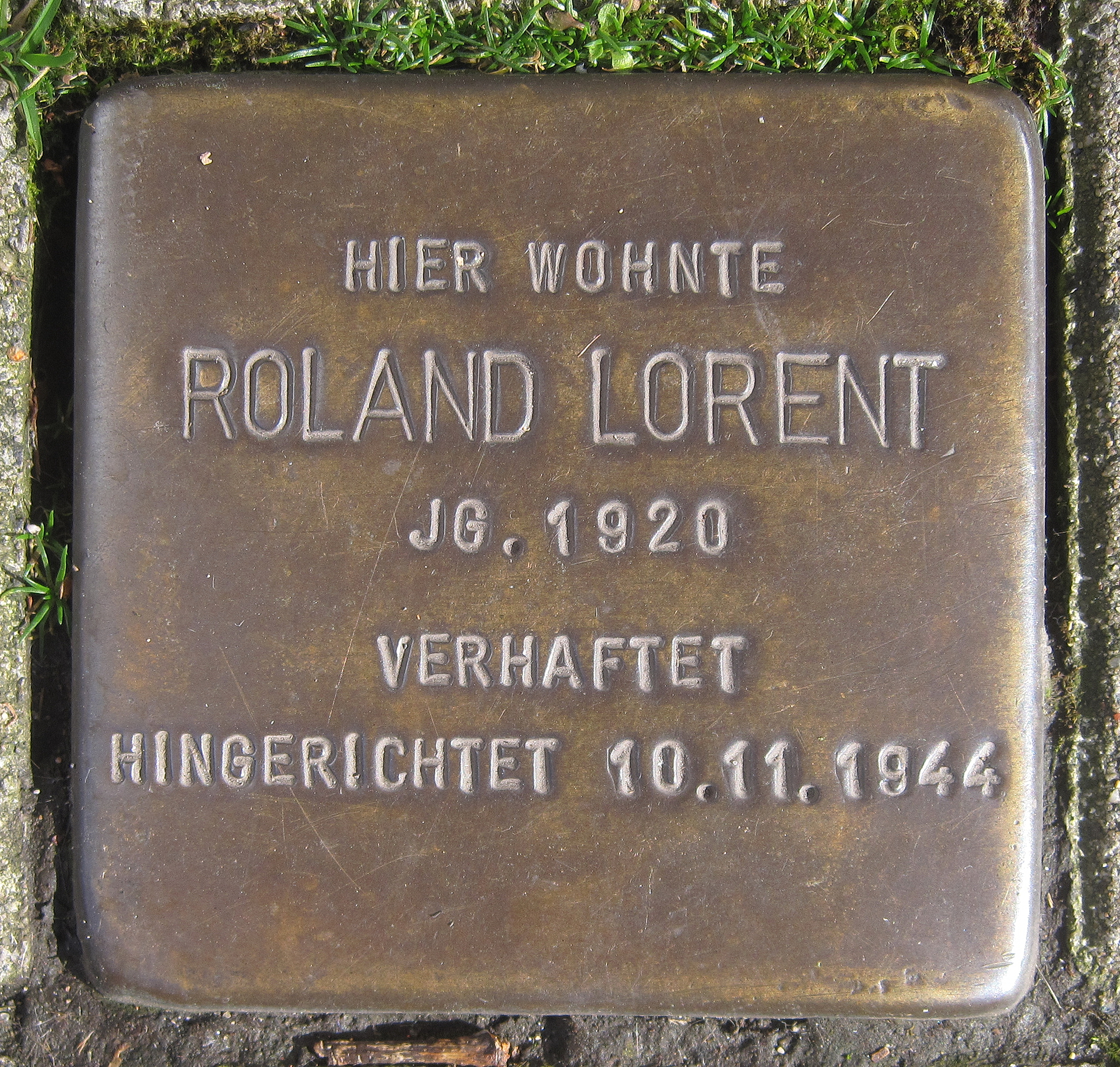
Zur Erinnerung an Roland Lorent in Köln-Ehrenfeld, Keplerstraße 21, verlegter Stolperstein.

Roland Lorent entstammte einer Kölner Arbeiterfamilie. Sein Vater war Schreiner und Mitglied der SPD. Nach dem Besuch der Volksschule arbeitete Roland zunächst in einer Ehrenfelder Blockeis-Firma. Robert Lorent war ein unangepasster Jugendlicher und lief mehrfach von zu Hause weg. 1935 veranlassten seine Eltern seine Unterbringung im Solinger Fürsorgeerziehungsheim Halfeshof, dort blieb er bis 1936. Danach erlernte er den Beruf des Tischlers und arbeitete bei mehreren Kölner Firmen als Maschinenschreiner.
Roland Lorent wurde im August 1941 zur Flak nach Iserlohn eingezogen, wurde aber wegen eines Herz- und Magenleidens wieder entlassen. Mit seiner Freundin Anna Brenden lebte er bei seinen Eltern in der Eburonenstraße im Kölner Stadtteil Neustadt-Süd. Bei einem Luftangriff am 29. Juni 1943 wurde das Elternhaus zerbombt, dabei starben seine Freundin, das gemeinsame Kind und der Vater von Robert Lorent. Danach zog er zu seiner neuen Verlobten und lebte mit ihr und ihren unehelichen Kindern in der Keplerstraße 21 in Köln-Ehrenfeld.
Im Februar 1944 wurde Roland Lorent erneut zur Flak eingezogen. Bei einem Bombenangriff am 21. April 1944 wurde das Haus in der Keplerstraße zerstört und Roland Lorent erhielt Heimaturlaub zur Behebung von Fliegerschäden. Danach kehrte er nicht wieder zur Truppe zurück. Seitdem lebte er illegal als Deserteur in Köln. Um seinen gesteigerten Alkoholkonsum und seinen Lebensunterhalt zu sichern begann er einzubrechen. Im August 1944 lernte er, durch den Halbbruder seiner Verlobten, Hans Balzer kennen. Balzer gewann starken Einfluss auf ihn und gemeinsam bewohnten sie eine Laube in einem Kleingarten am Blücherpark. Beide gingen gemeinsam, erfolgreich auf Diebestour. Am 28. September 1944 stiftete Hans Balzer den betrunkenen Roland Lorent nach einem Zechgelage dazu an den Köln-Braunsfelder NSDAP-Ortsgruppenleiter Heinrich Soentgen am 29. September 1944 zu erschießen als dieser mit dem Fahrrad nach Hause fuhr.
Am 30. September 1944 stahlen sie gemeinsam mit Hans Steinbrück aus einem aufgebrochenen Wehrmachtswagen Waffen und Munition um am 1. Oktober 1944 Cilly Serve, die Lebensgefährtin Steinbrücks, die am Vortag verhaftet wurde, zu befreien. Aus diesem Versuch wurde eine wilde Schießerei durch Ehrenfeld, bei der auch Schüsse auf unbeteiligte abgegeben wurden. Auch am frühen Morgen des 3. Oktober 1944 scheiterte ein Versuch gemeinsam mit Hans Steinbrück Sprengstoff aus dem Fort X zu stehlen. Am späten Abend des 3. Oktober 1944 wurde Roland Lorent von einer Heeresstreife bei einem Einbruch, stark betrunken aufgespürt und wegen Fahnenflucht verhaftet.
Am nächsten Tag wurde Roland Lorent nach Brauweiler gebracht, wo er vom Gestapokommando Ferdinand Kütter verhört und gefoltert wurde. Ohne Gerichtsurteil wurde Roland Lorent am Morgen des 10. November 1944 zusammen mit zwölf weiteren Mitgliedern der Gruppe Steinbrück in der Hüttenstraße in Köln-Ehrenfeld öffentlich gehenkt.

## Ehrung
- Vor seinem ehemaligen Wohnhaus in der Keplerstraße 21 verlegte Gunter Demnig einen „Stolperstein“ zu seiner Erinnerung.